# Початкова освіта в Уельсі
Початкова освіта у Вельсі має схожу структуру з початковою освітою в Англії. Проте існує важлива відмінність: викладання валлійської мови є обов'язковим, і значна кількість шкіл використовує її як основну мову навчання. Крім того, запровадження підготовчого етапу для дітей віком від 3 до 7 років також призводить до зростання розбіжностей між освітніми системами Вельсу та Англії.

## Етапи
У Вельсі обов'язкова шкільна освіта розпочинається з п'ятирічного віку. Втім, чимало дітей йдуть до школи раніше, або ж батьки надають перевагу домашньому навчанню.
Навчальна програма 2008 року визначала два основні етапи освіти для дітей віком від 3 до 11 років:
- Підготовчий етап — (3–7 років) (замінює ранній розвиток (3–5 років) та перший ключовий етап (5–7 років)[1]
- Другий ключовий етап (7–11 років).[2]

Нова освітня програма замінює ключові етапи «сходинками прогресу», що містять рекомендації щодо очікуваного рівня досягнень учнів у різному віці. У початковій школі оцінювання прогресу відбувається у віці п'яти, восьми та одинадцяти років.

## Навчальна програма
Освітня програма 2008 року зобов'язувала школи навчати дітей на другому ключовому етапі таких предметів: англійська мова, валлійська мова або валлійська як друга мова, математика, природничі науки, дизайн і технології, інформаційно-комунікаційні технології, історія, географія, мистецтво та дизайн, музика та фізичне виховання. Натомість на підготовчому етапі відмовились від традиційних предметів; освітня програма передбачала поділ змісту на сім «галузей навчання»:
- Особистісний та соціальний розвиток, добробут і культурне різноманіття
- Мова, грамотність та комунікативні навички
- Математичний розвиток
- Розвиток валлійської мови
- Пізнання світу
- Фізичний розвиток
- Творчий розвиток

Офіційне впровадження нової навчальної програми в закладах початкової освіти відбудеться у 2022 році. Вона надасть школам більше свободи у визначенні змісту навчання дітей [1]. Освітній процес згруповано за шістьма різними галузями:
- Мови, грамотність та комунікація
- Математика та обчислення
- Наука і технології
- Здоров'я та добробут
- Гуманітарні науки
- Мистецтво[4]

Законодавство зобов'язує всі школи викладати англійську та валлійську мови, а також:
- Грамотність, математику та цифрову компетентність
- Релігію, цінності та етику
- Статеве виховання[5]

## Оцінювання
Вельс скасував турнірні таблиці початкових шкіл у 2001 році. Дослідження Брістольського університету показало, що це призвело до зниження стандартів приблизно у 75 % шкіл. У 1989 році, Англія та Вельс запровадили обов'язкове тестування для дітей, які завершують 1-й та 2-й ключові етапи. Згодом, протягом 2002 та 2005 років, обидві країни скасували цю практику. Вчителі перейшли до оцінювання з обмеженим наглядом. Але у 2013 році уряд знову відновив стандартизоване тестування для дітей старшого віку початкової школи.